# Elsa Cayat

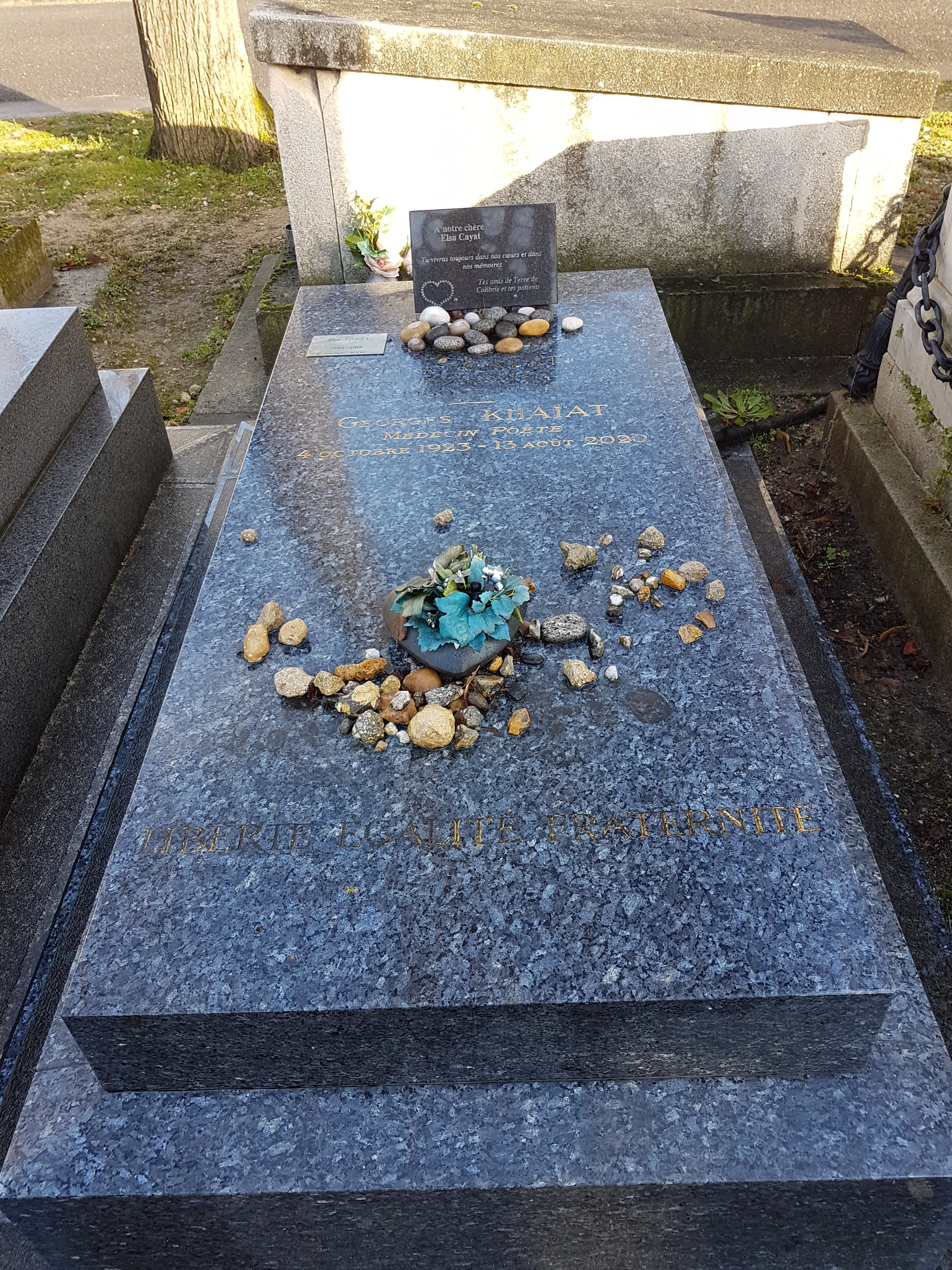
Tomba d'Elsa Cayrat al cementiri de Montparnasse.

Elsa Cayat (Sfax, 9 de març de 1960 - París, 7 de gener de 2015) va ser una psiquiatra i psicoanalista francesa que va ser assassinada a París el 7 de gener de 2015, durant l'atac a la seu del setmanari Charlie Hebdo, Aquesta professional també col·laborava amb el setmanari satíric Charlie Hebdo, on cada dues setmanes publicava la crònica «Charlie Divan».

## Obres
- Elsa Cayat, Un homme + une femme = quoi?, Payot, Jacques Grancher, Paris, 1998, ISBN 2-7339-0605-4
- Elsa Cayat, Antonio Fischetti, Le désir et la putain: les enjeux cachés de la sexualité masculine, Albin Michel, París, 2007, ISBN 2-226-17927-5.

## Articles
- Elsa Cayat, Enfance dangereuse, enfance en danger? / «En quoi la fétichisation de la science par la technocratie aboutit-elle à la négation de l'homme et à l'éradication de la pensée?», Revue de psychosociologie 'ERES', gener de 2007, p. 189-202, ISBN 978-2-7492-0761-2 (text en línia).
- Elsa Cayat, «L'écart entre le Droit et la loi»: La maîtrise de la vie, Revue de psychosociologie 'ERES', març de 2012, p. 235-250, ISBN 978-2-7492-1569-3 (text en línia)